# 田辺いちか
田辺 いちか（たなべ いちか、1979年3月7日 - ）は、日本の女性講談師。

## 経歴
福岡県北九州市出身。1997年、福岡県立八幡高等学校卒業後、京都府立大学文学部国文学中国文学科に進学。大学在学中の2000年に中国・長安大学で日本語の教師をしていた。2001年に大学を卒業し、2003年より東京のプロダクションに所属し、舞台俳優と声優の活動を始める。
2014年5月、田辺一邑に入門し「田辺 いちか」を名乗る。同年9月に前座となる。
2019年3月に二ツ目昇進。2020年に渋谷らくご・楽しみな二ツ目賞を受賞。2021年9月15日に渋谷らくごでトリをとる。古今亭志ん五、瀧川鯉昇、春風亭百栄の助演で、「火消しと男爵」を読んだ。
2024年3月17日NHKラジオ第1放送柳亭小痴楽出演の小痴楽の楽屋ぞめき第42回に出演中に、スーザン・サランドンの日本語吹替声優を担当していた事を明かす。ドウェイン・ジョンソン主演のアクション映画オーバー・ドライブに帆足桃子名義でクレジットが残っている。
2025年6月11日、講談協会より翌2026年秋より真打に昇進することが発表された。

## 芸歴
- 2014年
  - 5月 - 田辺一邑に入門。
  - 9月 - 前座となり、「田辺 いちか」を名乗る。
- 2019年3月 - 二ツ目昇進。

## 受賞歴
- 2020年　渋谷らくご 楽しみな二つ目賞[5]
- 2022年　渋谷らくご大賞 おもしろい二つ目賞[6]